# کیت دوم
معمولاً هر تیم برای هر فصل، یک کیت دوم یا پوشاک میهمان آماده می‌کند که در هنگامی که کیت آن با کیت حریف، رنگ یکسان یا مشابهی دارد، استفاده کند. با این وجود، گاهی در بازی‌های خانگی که هیچ نیازی به پوشیدن پوشاک میهمان نیست، تیم‌ها می‌توانند به انتخاب خودشان، از پوشاک میهمان خود، استفاده کنند و منع قانونی ندارد.
برخی لیگ‌های ورزشی الزام می‌کنند که تیم‌های میهمان باید همیشه لباس جایگزین بپوشند، در حالی که برخی دیگر به سادگی بیان می‌کنند که رنگ دو تیم نباید مطابقت داشته باشد. در برخی از ورزش‌ها، گاهی تیم میزبان لباس خود را تغییر داده‌است (مانند راگبی ۱۵ نفره و فوتبال اولیه).
در بیشتر موارد، یک تیم فقط زمانی لباس میهمان خود را می‌پوشد که لباس اصلی‌اش با رنگ لباس تیم میزبان در تضاد باشد. با این حال، گاهی تیم‌ها با انتخاب خود از لباس دوم استفاده می‌کنند، حتی گاهی در بازی‌های خانگی. در برخی باشگاه‌ها، کیت خارج از خانه محبوب‌تر از نسخه خانگی شده‌است. کیت‌های خانه و خارج از خانه تیم‌ها معمولاً برای خرید علاقه مندان در دسترس است. برخی از تیم‌ها نیز کیت‌های سوم یا حتی لباس‌های قدیمی خود را تولید کرده‌اند.